# 92式地雷原処理ローラ

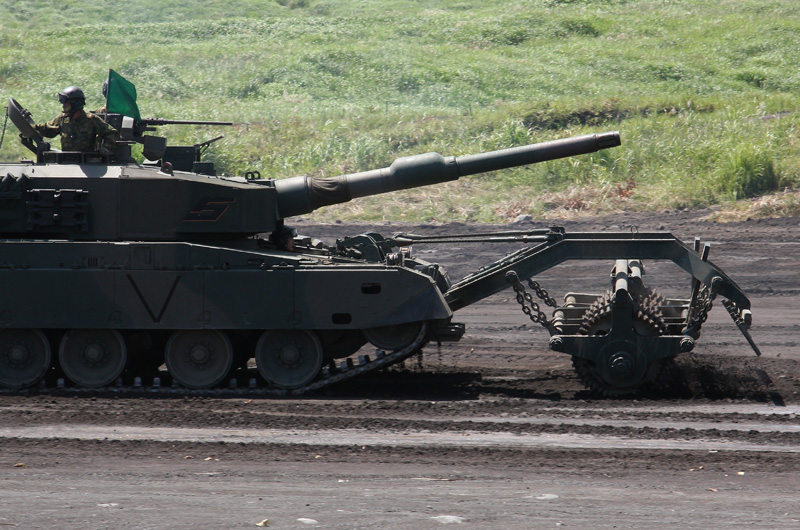
90式戦車に取り付けられた92式地雷原処理ローラ

92式地雷原処理ローラ（きゅうにいしきじらいげんしょりローラ）は、陸上自衛隊の対地雷装備である。
部隊での通称はマインローラ他。

## 概要
92式地雷原処理ローラは小規模な地雷原の処理または敵前での地雷原の強行突破に用いられるもので、装甲車両の前方に装備された装置によって作動・爆発させることにより処理し、地雷原に安全走行帯を開削するものである。
装置を取付けられる車両は車体前面に専用の装着部が取付けられた車両のみであり、これまでに、90式戦車および74式戦車、89式装甲戦闘車の車体前面に取付けた状態が確認されている。また、87式自走高射機関砲の試作型にも装着部が装備されている車両が存在している。

## 開発の経緯
陸上自衛隊が有する地雷処理機材は長らく70式地雷原爆破装置のみであり、諸外国にあるような装甲車両に地雷処理装置を装着する方式の機材は整備されていなかった。61式戦車の砲塔を後方に回し、前方にディスクローラ式の地雷処理機材を装着した地雷処理戦車が開発されたこともあったが、試作に終わっている。
しかし、既有の方式では地雷原の迅速な突破に適していないことから、装甲車両の強行突破が可能な機材として昭和63年度から開発が始まり、平成4年度に制式化された。

## 構成

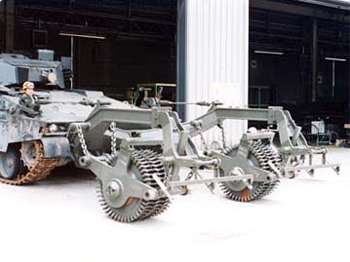
89式装甲戦闘車に取り付けられた状態
処理ローラーは片側2組

展開支持装置、展開アーム、ローラー支持架、処理ローラー、磁気発生装置、処理チェーンにて構成され、左右一組を1基として1装置を構成する。
ローラーによって地雷を踏むことによって圧力式と、磁気発生装置により磁気反応式の地雷を作動させて処理すると共に、左右の装置の間には処理チェーンを展張し、これを地面に接触させた状態で走行することにより、ローラー間に設置されている触枝式（地雷上部に枝状の作動装置が伸びており、これに車両の底面が接触する事によって作動、車両を底面より破壊する方式）地雷を処理する。ローラーは90式戦車に装着する際とそれ以外では数が異なっており、90式では5組、74式の場合には4組、89式の場合には2組である。
なお、地雷の爆発によって破損することを防ぐため、当装置を装備した車両の前照灯および方向指示器などの前面には分厚いアクリル製のカバーが装着され、これらを爆風その他より保護する。
当装置を装備可能な車両は外見からは車体前面に4箇所（展開アーム取付部）+2箇所（展開支持装置取付部）の取付け座金がある事で確認できる。

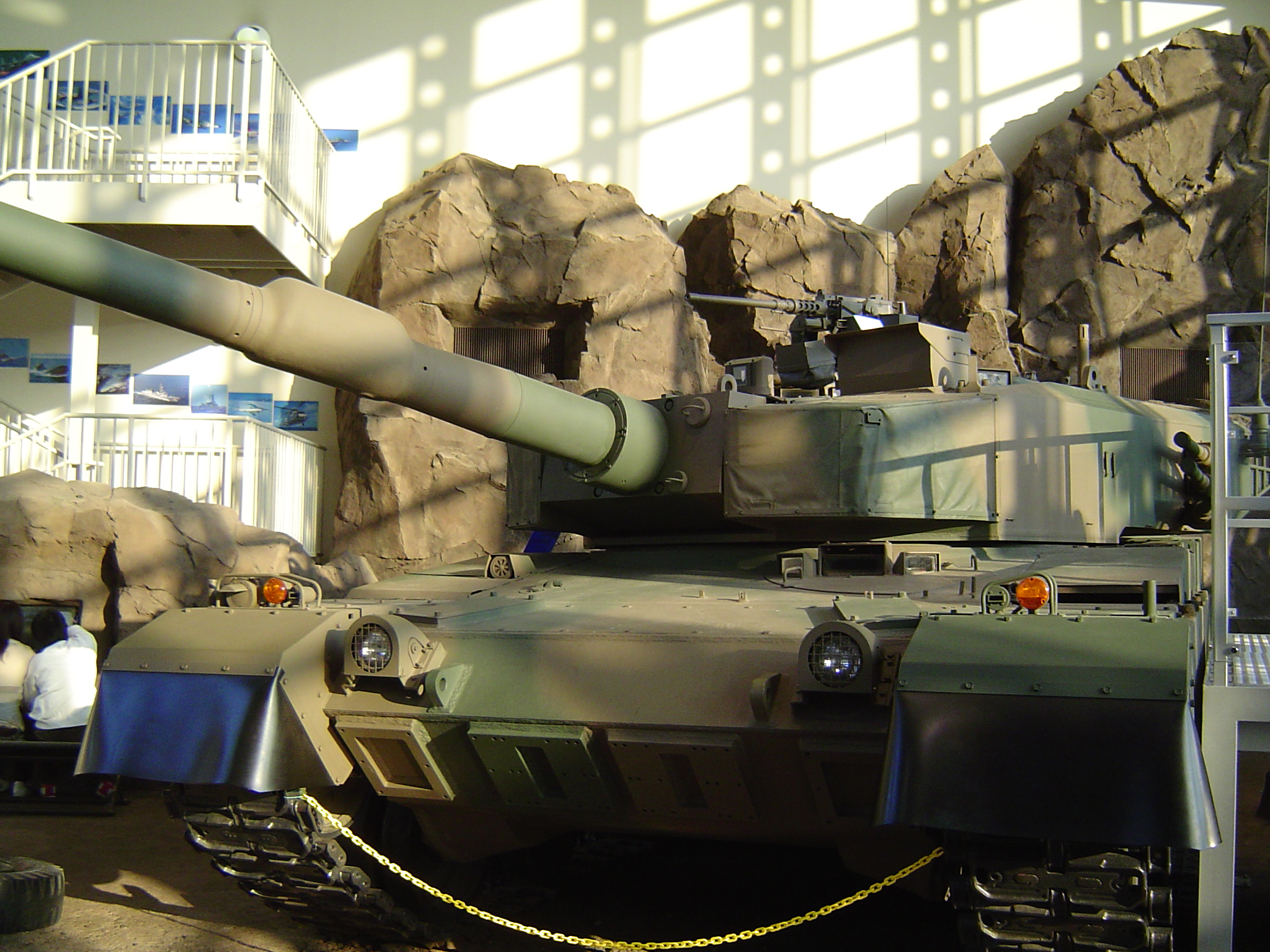
90式戦車　処理ローラ装着型 車体前面のロノ字型、および前照灯後方の長方形の座金が装置の装着部 （陸上自衛隊広報センター展示の試作車両）
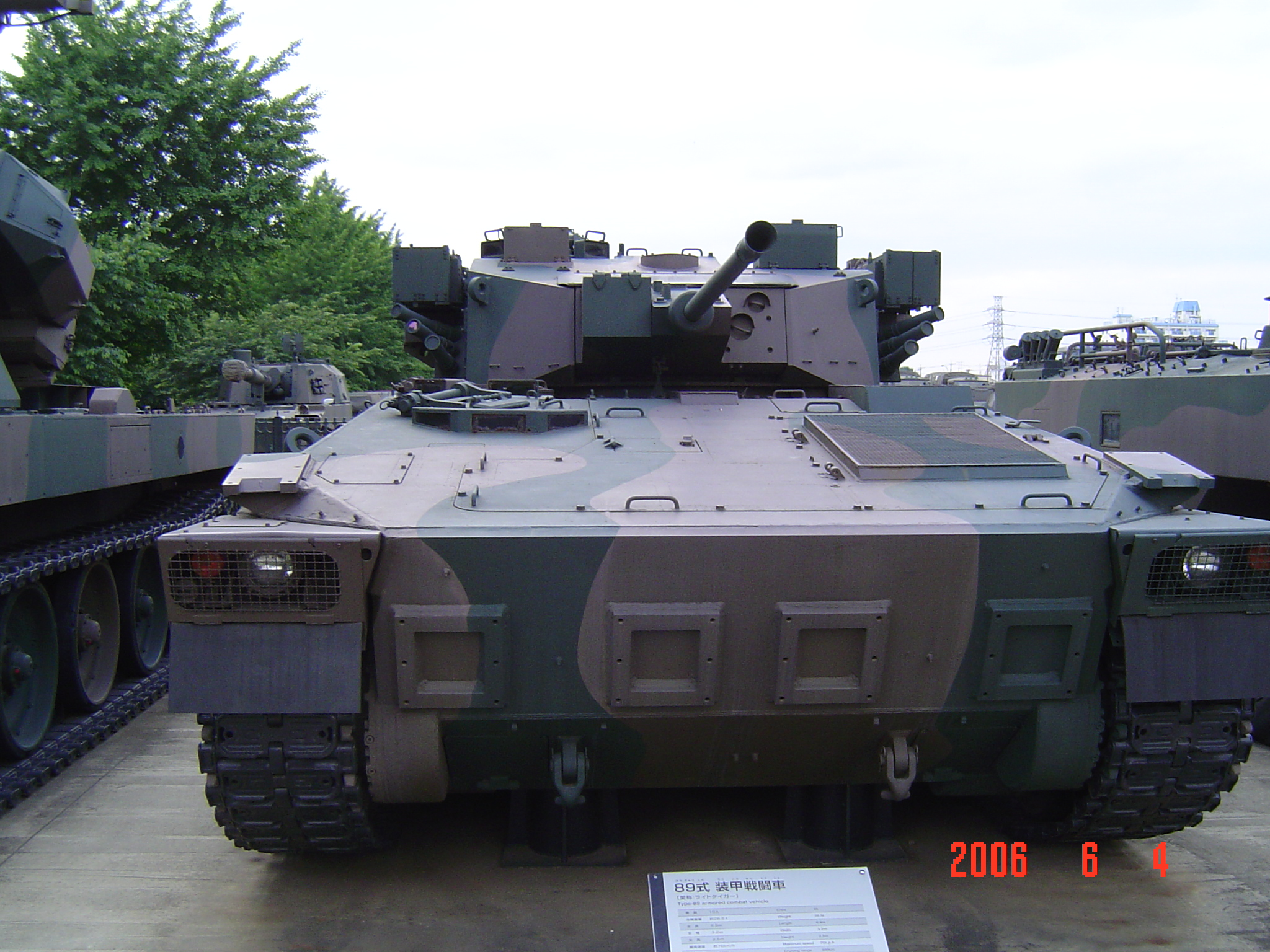
89式装甲戦闘車　処理ローラ装着型 （陸上自衛隊広報センターの展示車両）
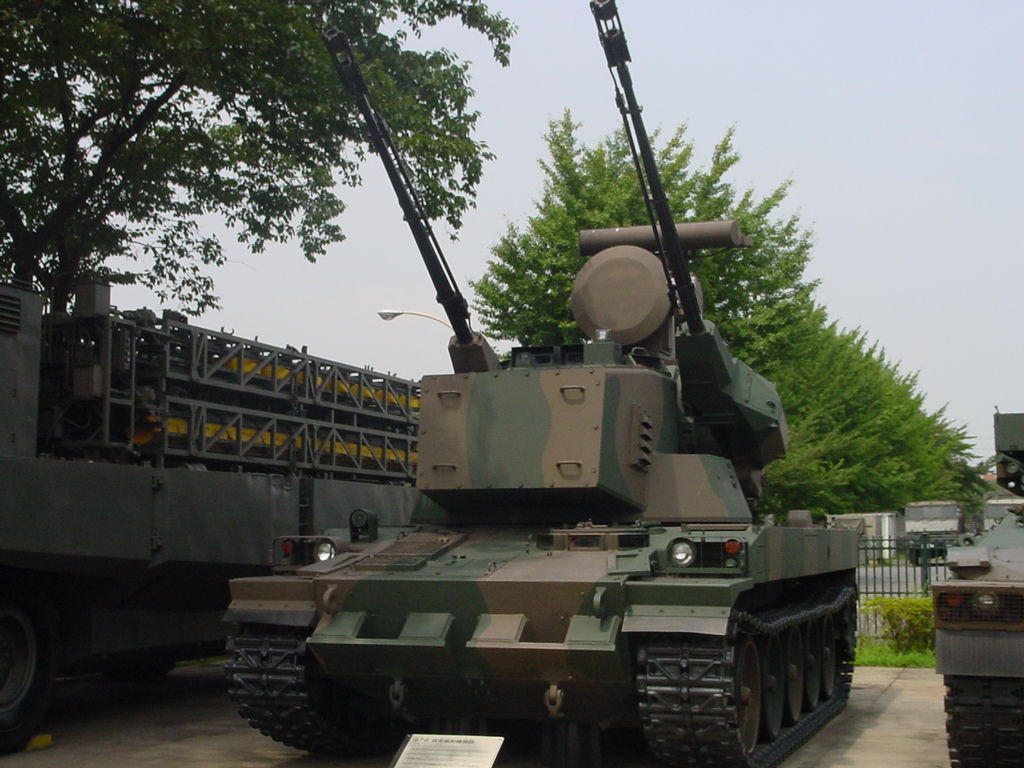
87式自走高射機関砲　装着部が装備されている試作車両 （陸上自衛隊広報センターの展示車両）

## 諸元
- 全長：3,550mm
- 全幅：4,300mm
- 全高：1,700mm
- 重量：11.8t
- 製造：三菱重工業相模原製作所
- 保守：菱重特殊車両サービス株式会社